# Xã Au Gres, Michigan
Xã Au Gres (tiếng Anh: Au Gres Township) là một xã thuộc quận Arenac, tiểu bang Michigan, Hoa Kỳ. Năm 2010, dân số của xã này là 953 người.